# Neufchâteau (Francia)
Neufchâteau è un comune francese di 7 372 abitanti situato nel dipartimento dei Vosgi nella regione del Grande Est. Il 1 gennaio 2025 ha incorporato il precedente comune di Rollainville.

## Società

### Evoluzione demografica
Abitanti censiti

## Amministrazione

### Gemellaggi
Neufchâteau è gemellata con:
- Herringen, dal 1967
- Hamm, dal 1967[2]
- Miranda do Corvo, dal 2007
- Śmigiel, dal 2001